# Notoxus solus
Notoxus solus es una especie de coleóptero de la familia Anthicidae.

## Distribución geográfica
Habita en México.